# Los bandoleros
Los Bandoleros es un álbum recopilatorio de varios artistas, presentado por el cantante de reguetón Don Omar. Fue publicado el 10 de mayo de 2005 bajo los sellos discográficos All Star Records y VI Music. Posteriormente sería distribuido por Machete Music bajo su serie de reediciones The Gold Series.
Junto con su sencillo promocional «Bandoleros» en colaboración con Tego Calderón, en este álbum se encuentran reunidos varios artistas consolidados junto a novatos que, algunos participaban por primera vez en una compilación masiva, entre ellos se destacan el dúo Rakim & Ken-Y y los solistas Arcángel, Cosculluela y Ñengo Flow.

## Recepción
El álbum ha vendido 250 000 copias en Estados Unidos.El sencillo «Bandolero» fue banda sonora de la película de The Fast and the Furious: Tokyo Drift en 2006 y Fast & Furious 6 en el 2013.hizo un cameo en la película del 2006 con el actor Vin Diesel, También el sencillo fue top de 14 Greatest Soundtrack Songs From the ‘Fast & Furious’ por Billboard (14 grandes banda sonoras de la saga de Rápido & Furioso).

## Promoción

### Sencillos
- «Bandoleros» junto a Tego Calderón, es una canción de hip hop inspirado en la violencia policiaca, como también en las detenciones del cantante Tempo y el propio Don Omar el año anterior.[8][9] El vídeo musical fue grabado en la ciudad de Miami en abril de 2005.[10] La canción alcanzó la posición #18 en la lista Hot Latin Songs de la revista estadounidense Billboard.[11] Fue incluida en la banda sonora de la película Fast and Furious: Tokyo Drift.[12] Una secuela espiritual, «Callejero», apareció en su álbum The Last Don 2 en 2015.[13]

- «Donqueo» tuvo un vídeo musical con una temática basada en un juego de baloncesto dirigido por Carlos Pérez.[3] Alcanzó la posición #23 en la lista Hot Latin Songs,[14] además de ingresar a las listas Latin Pop,[15] Latin Rhythm,[16] y Tropical Songs de Billboard.[17]

## Lista de canciones
| N.º | Título                                                     | Duración |  |
| 1.  | «Intro» (Gallego)                                          | 2:38     |  |
| 2.  | «Donqueo» (Don Omar)                                       | 4:21     |  |
| 3.  | «Acelera» (Angel Doze)                                     | 3:24     |  |
| 4.  | «Me arrepiento» (Zion & Lennox)                            | 3:11     |  |
| 5.  | «Bandoleros» (Don Omar & Tego Calderón)                    | 5:05     |  |
| 6.  | «Según tú» (Ivy Queen)                                     | 3:09     |  |
| 7.  | «Dale vaquero» (Alexis & Fido)                             | 2:47     |  |
| 8.  | «Soy tu bandolero» (Yaga & Mackie)                         | 3:22     |  |
| 9.  | «Te quitas o nos matamos» (Polaco con Don Omar)            | 4:12     |  |
| 10. | «Hoy nos vamos calle» (Trébol Clan)                        | 3:45     |  |
| 11. | «Presión» (Valentino)                                      | 4:06     |  |
| 12. | «Fiera» (Mario VI)                                         | 3:18     |  |
| 13. | «Dale mami pégate» (Nicky Jam)                             | 2:53     |  |
| 14. | «Si la ves» (Rakim & Ken-Y con Don Omar)                   | 3:17     |  |
| 15. | «Chula» (John Eric)                                        | 3:06     |  |
| 16. | «Química» (Don Omar & Wiso G)                              | 3:28     |  |
| 17. | «Vamos a darle» (Cosculluela)                              | 3:25     |  |
| 18. | «Somos bandoleros» (Lito MC Cassidy)                       | 3:11     |  |
| 19. | «Soy quien te provoca» (Alberto Stylee & Nano MC)          | 3:43     |  |
| 20. | «Ella baila sola» (Ñengo Flow & Guayo Man con Trébol Clan) | 2:34     |  |
| 21. | «Fuego, fuego» (Andy Boy)                                  | 2:34     |  |
| 22. | «En el callejón» (Arcángel)                                | 3:06     |  |
| 23. | «Voy a darte sin miedo» (Clásico)                          | 2:30     |  |
| 24. | «Tu cuerpo me provoca» (Albizu & Lefty)                    | 2:26     |  |

Notas
- «Según tú» aparece en el álbum de Ivy Queen Flashback, pero titulado como «La Mala».[18]

## Posicionamiento en listas
| Listas (2005)                           | Mejor posición |
| --------------------------------------- | -------------- |
| Estados Unidos (Billboard 200)          | 55             |
| Estados Unidos (Latin Rhythm Albums)    | 2              |
| Estados Unidos (Top Latin Albums)       | 2              |
| Estados Unidos (Top Rap Albums)         | 20             |
| Estados Unidos (Top Compilation Albums) | 2              |

## Historial de lanzamiento
| País        | Fecha                   | Formato                           | Edición   | Discográfica             | Ref.  |
| ----------- | ----------------------- | --------------------------------- | --------- | ------------------------ | ----- |
| Puerto Rico | 10 de mayo de 2005      | Descarga digital · Disco compacto | Estándar  | VI · AllStar · Universal | [ 1 ] |
| Mundo       | 19 de diciembre de 2006 | Descarga digital · Disco compacto | Reedición | VI · AllStar · Machete   | [ 2 ] |